# Pío del Río Hortega
Pío del Río Hortega (Portillo, 5 de maig de 1882 – Buenos Aires, 1 de juny de 1945) va ser un neurocientífic espanyol que va descobrir la micròglia. Va ser nominat dues vegades als Premis Nobel i nomenat doctor honoris causa per la Universitat d'Oxford. És considerat una de les figures més destacades de l'Escola Histològica Espanyola.

## Biografia
Del Río Hortega va néixer en una família burgesa a Portillo, Província de Valladolid, on va viure la seva infància i adolescència. Va cursar els seus estudis de medicina a la Universitat de Valladolid entre el 1898 i el 1905. Durant la carrera va col·laborar amb la Càtedra d'Histologia i Anatomia Patològica, que dirigia Leopoldo López García. Després d'obtenir el títol de medicina, va compaginar el treball com a professor ajudant de pràctiques i metge rural del seu poble natal. Havent passat tres anys, es va decantar per dedicar-se exclusivament a la histologia i anatomia patològica. Va preparar el seu doctorat a la Universitat de Madrid sobre anatomia patològica dels tumors cerebrals que va llegir el 1909. El 1912 va començar a publicar els seus primers treballs científics a la revista del Laboratori d'Investigacions Biològiques i el 1913 va rebre finançament per estudiar histologia a França i Alemanya. Després que esclatés la guerra entre aquests dos estats, va haver de tornar a Espanya, on va incorporar-se al Laboratori d'Investigacions Biològiques, dirigit per Santiago Ramón y Cajal. Entre 1914 i 1918, Del Río Hortega va publicar divuit escrits i va inventar una variant del mètode d’impregnació argèntica de Golgi, que consisteix en tenyir les cèl·lules amb carbonat de plata. Amb aquest nou mètode va descobrir el 1919 les micròglies, anomenades actualment cèl·lules d’Hortega, que són les cèl·lules que protegeixen el cervell de les infeccions. William Ford Roberston havia batejat vint anys abans aquest element i Santiago Ramón y Cajal ho havia anomenat «tercer element», sense determinar-li una funció concreta. El seu descobriment va redefinir la divisió cel·lular del sistema nerviós proposada per Cajal, la qual cosa va col·locar a Del Río Ortega en una posició delicada amb aquest. Arran d'un incident en el laboratori el 1920, Del Río Ortega va ser-ne expulsat i va haver de traslladar el seu equip a unes noves dependències a la Residencia de Estudiantes. A causa de l'expulsió, va emmalaltir i va cuidar d'ell Nicolás Gómez de Moral, qui va ser la seva parella fins a la mort de Del Pío Hortega.
El mètode de tinció inventat per Del Río Hortega va permetre descobrir l'oligodendròglia el 1921. Un descobriment que s'atribueix tant a Del Río Hortega com a Wilder Penfield. Tanmateix va ser Del Río Hortega qui va posar nom a aquestes cèl·lules. Durant el 1925, Del Río Hortega va viatjar a l'Argentina, Uruguai i Mèxic on va impartir seminaris sobre la histologia normal i patològica del sistema nerviós. El 1928 va proposar la classificació de l'oligodendròglia en quatre tipus de cèl·lules segons la seva morfologia i va publicar un treball per evitar la confusió entre l'oligodendròglia i la micròglia. El 1929 va ser nominat al Premi Nobel de Medicina, amb una proposta avalada per Misael Bañuelos, professor de la Universitat de Valladolid. Durant els anys trenta, va publicar nombroses investigacions a l'Archivo Español de Oncología, entre les quals destaca l'estudi de l'estructura i sistematització dels glicomes i paraglicomes. El 1931 va viatjar a Alemanya on va impartir classes magistrals en alemany a multitud d'universitats d'aquest estat. El mateix any va ser nomenat director de l'Institut Nacional del Càncer. A partir del triomf de la Segona República Espanyola, es va acostar al Partit Republicà Radical, en el qual va ser portaveu de la ponència sobre el disseny del futur Ministeri de Sanitat. Alejandro Lerroux, quan era Ministre d'Estat, va nomenar-lo vocal de la Junta de Relacions Culturals.
El 1936 va esclatar la Guerra Civil espanyola i Del Río Hortega es va posicionar a favor de la República en diversos manifests. Al setembre del mateix 1936, va viatjar a Brussel·les per assistir al III Congrés Internacional del Càncer, on la Unió Internacional contra el Càncer li va encarregar l'Atles diagnòstic dels tumors del sistema nerviós. Poc després de tornar a Espanya, va ser evacuat juntament amb un grup d'investigadors i artistes a València, i posteriorment, va rebre autorització per exiliar-se a París on va poder seguir investigant els tumors cerebrals a l'Hospital de la Pitié-Salpêtrière. El 1937 va tornar a ser candidat al Premi Nobel de Medicina, a proposta de l'històleg Luis Urtubey i el rector de la Universitat de València José Puche Álvarez. El 1938, va traslladar-se a Oxford, on va continuar l'encàrrec de la Unió Internacional contra el Càncer. Allà va ser nomenat doctor honoris causa per la Universitat d'Oxford i va crear la seva secció a l'Institut de Neurocirurgia. El 1939 va publicar a la revista acadèmica The Lancet un compendi sobre la seva investigació entorn la micròglia. Des d'Oxford va seguir comptant amb el suport de la Junta d'Ampliació d'Estudis i Investigacions Científiques (JAE) que li feia arribar material. L'agost de 1940 va exiliar-se a Buenos Aires amb una invitació de la Institució Cultural Espanyola i l'any següent va ser cessat com a director de l'Institut Nacional del Càncer per un decret franquista. A Argentina, va crear el Laboratori d'Histologia Normal i Patològica, gràcies al suport del neuròleg Moisés Polak i el finançament de l'Institut Cultural Espanyol. També va fundar la revista Trabajos del Laboratorio de Histología Normal y Patológica i va desenvolupar una escola científica fructífera amb deixebles que havien treballat amb ell a Europa i alguns de nous, incloent cronològicament la darrera, Amanda Pellegrino de Iraldi. Del Río Hortega va morir a Buenos Aires l'1 de juny de 1945 d'un neoplasma maligne. En el seu funeral a la capital argentina hi van assistir tant representants del govern franquista com exiliats republicans. Des del 1986 les seves restes són al panteó de personatges il·lustres de Valladolid.